# Сервера-де-лос-Монтес
Сервера-де-лос-Монтес (ісп. Cervera de los Montes) — муніципалітет в Іспанії, у складі автономної спільноти Кастилія-Ла-Манча, у провінції Толедо. Населення — 440 осіб (2010).
Муніципалітет розташований на відстані близько 100 км на південний захід від Мадрида, 70 км на захід від Толедо.

## Демографія
Динаміка населення (INE ):

## Галерея зображень

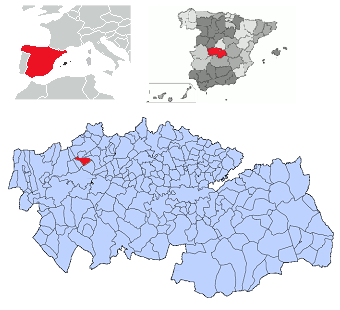
Розташування муніципалітету у провінції Толедо